# René Schwall
René Schwall, född den 28 januari 1971 i Kiel, är en tysk seglare.
Han tog OS-brons i tornado i samband med de olympiska seglingstävlingarna 2000 i Sydney.